# Pseudothyridium hennezeli
Pseudothyridium hennezeli är en skalbaggsart som beskrevs av Soula 2002. Pseudothyridium hennezeli ingår i släktet Pseudothyridium och familjen Rutelidae. Inga underarter finns listade i Catalogue of Life.